# Dindica para
Dindica para är en fjärilsart som beskrevs av Swinhoe 1891. Dindica para ingår i släktet Dindica och familjen mätare. Inga underarter finns listade i Catalogue of Life.